# 치주물루섬

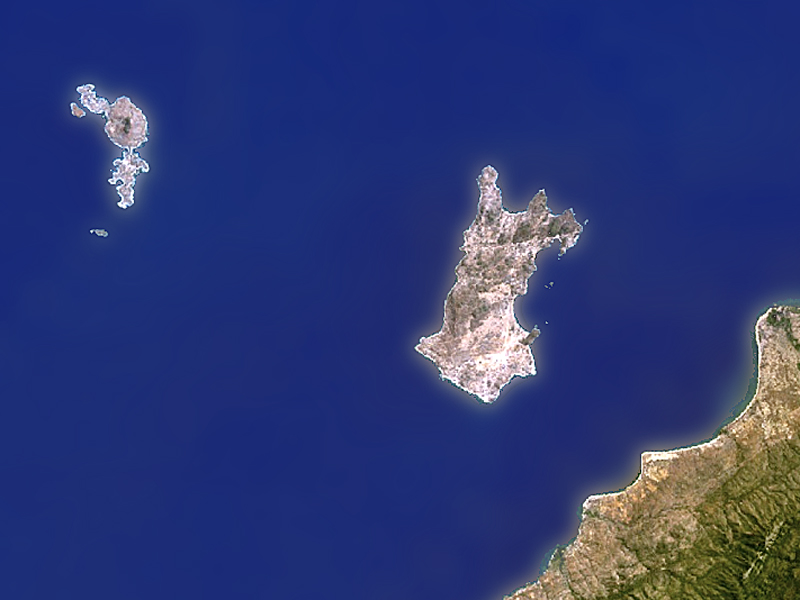

치주물루섬(Chizumulu)은 말라위호에 있는 작은 섬으로 유인도이다. 모잠비크에 훨씬 가까우며, 주위는 모잠비크의 영해(호수)이나 말라위에 속한다.
치주물루섬에는 약 4000명의 주민이 살고 있으며, 또 다른 말라위령 섬인 리코마섬과 마찬가지로 본국에서 거의 모든 식량을 수입해 온다. 전기는 들어오지만 포장도로는 없으며, 섬 둘레를 잘 둘러볼 수 있는 길이 나 있다.